# Cesmína temná
Cesmína temná (Ilex opaca) je stálezelený keř až strom pocházející ze Severní Ameriky. Pěstuje se v různých kultivarech i v ČR jako okrasná dřevina. Má matné tuhé pichlavé listy a bělavé květy.

## Synonyma
- cesmína americká

## Charakteristika
Cesmína temná je stálezelený, pomalu rostoucí strom, dorůstající v domovině výšky 8 až 15 m. V kultuře je to většinou keř do 5 metrů. Letorosty jsou zelenavé a jemně pýřité. Listy jsou tuhé, temně olivově zelené, eliptické až obvejčité, 4 až 10 cm dlouhé. Čepel listů je na líci matně zelená a nelesklá, na okraji trnitě zubatá nebo zvláště u starších exemplářů i celokrajná. Řapík je 0,6 až 1.2 cm dlouhý. Květy jsou bělavé, čtyřčetné, na samičích rostlinách ponejvíce jednotlivé, na samčích ve svazečcích. Kvete v červnu. Plody jsou červené, oranžové nebo žluté, až 1 cm velké kulovité peckovice.
Druh je přirozeně rozšířen ve vlhkých lesích a pobřežních křovinách jihovýchodních oblastí USA.

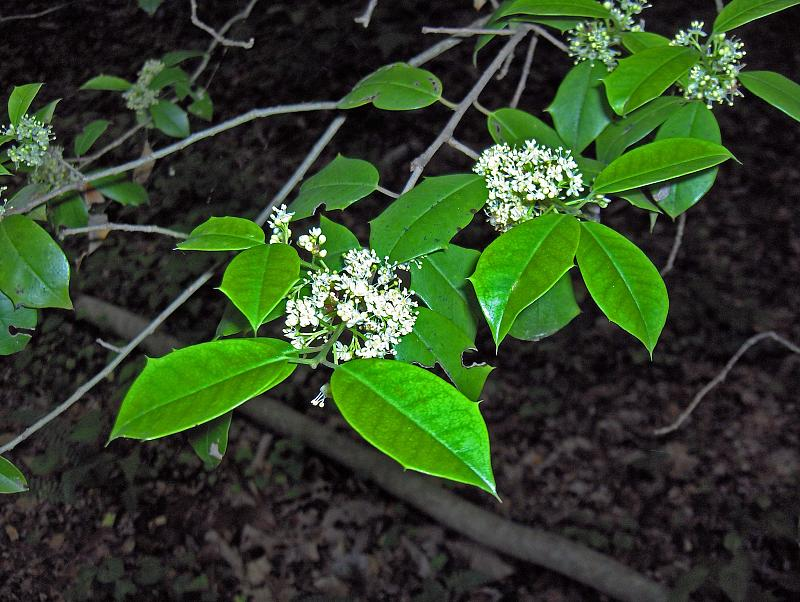
Kvetoucí větévka
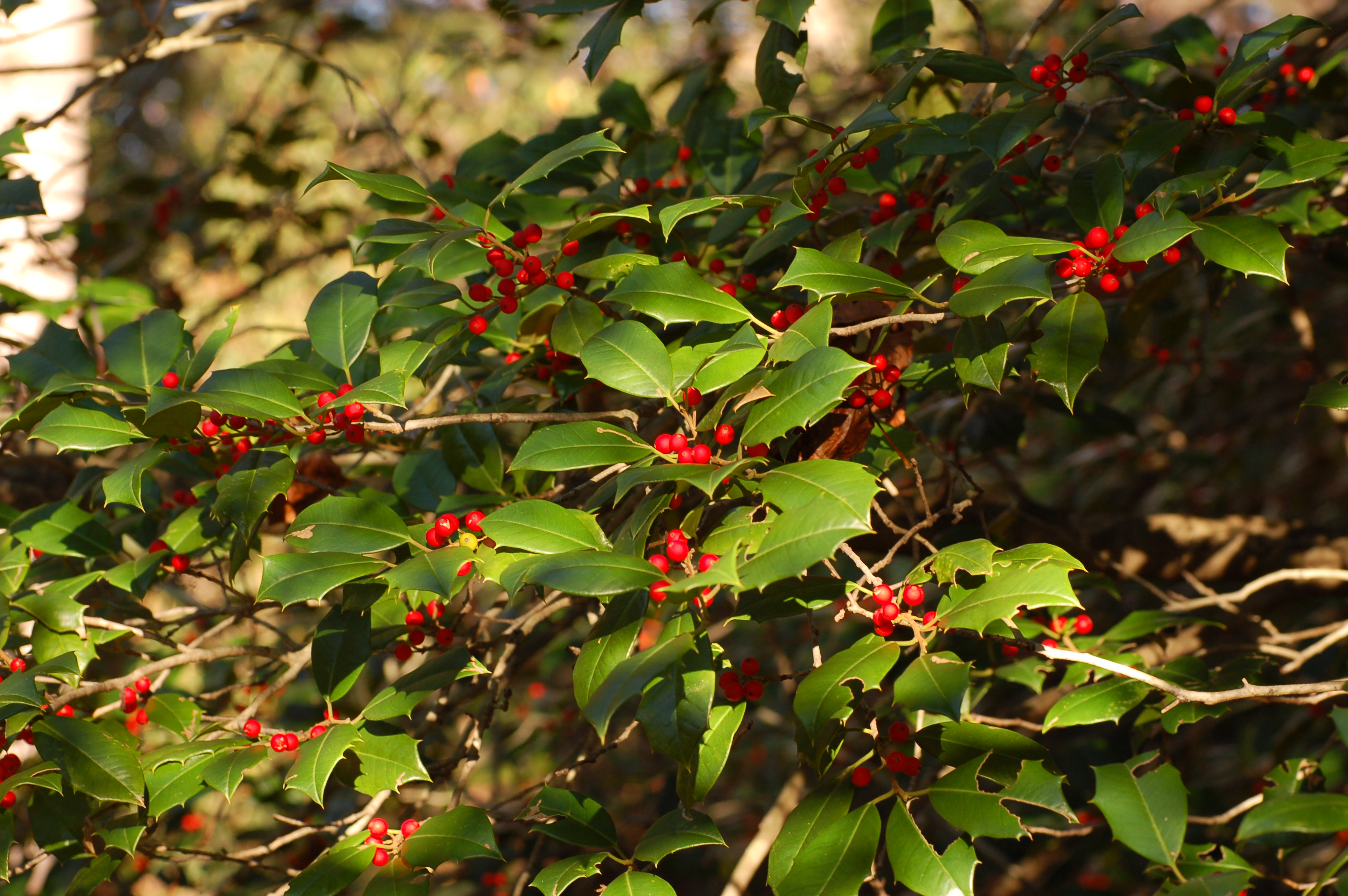
Plodící keř
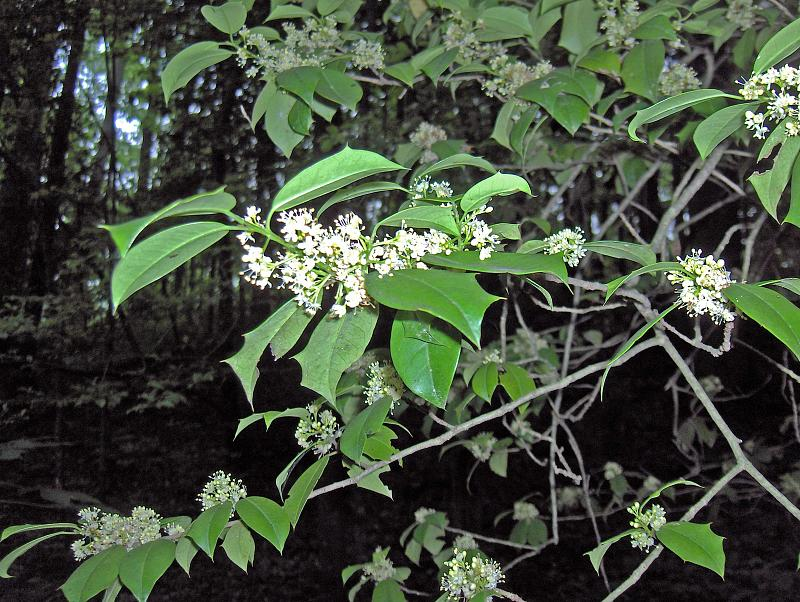
Kvetoucí keř
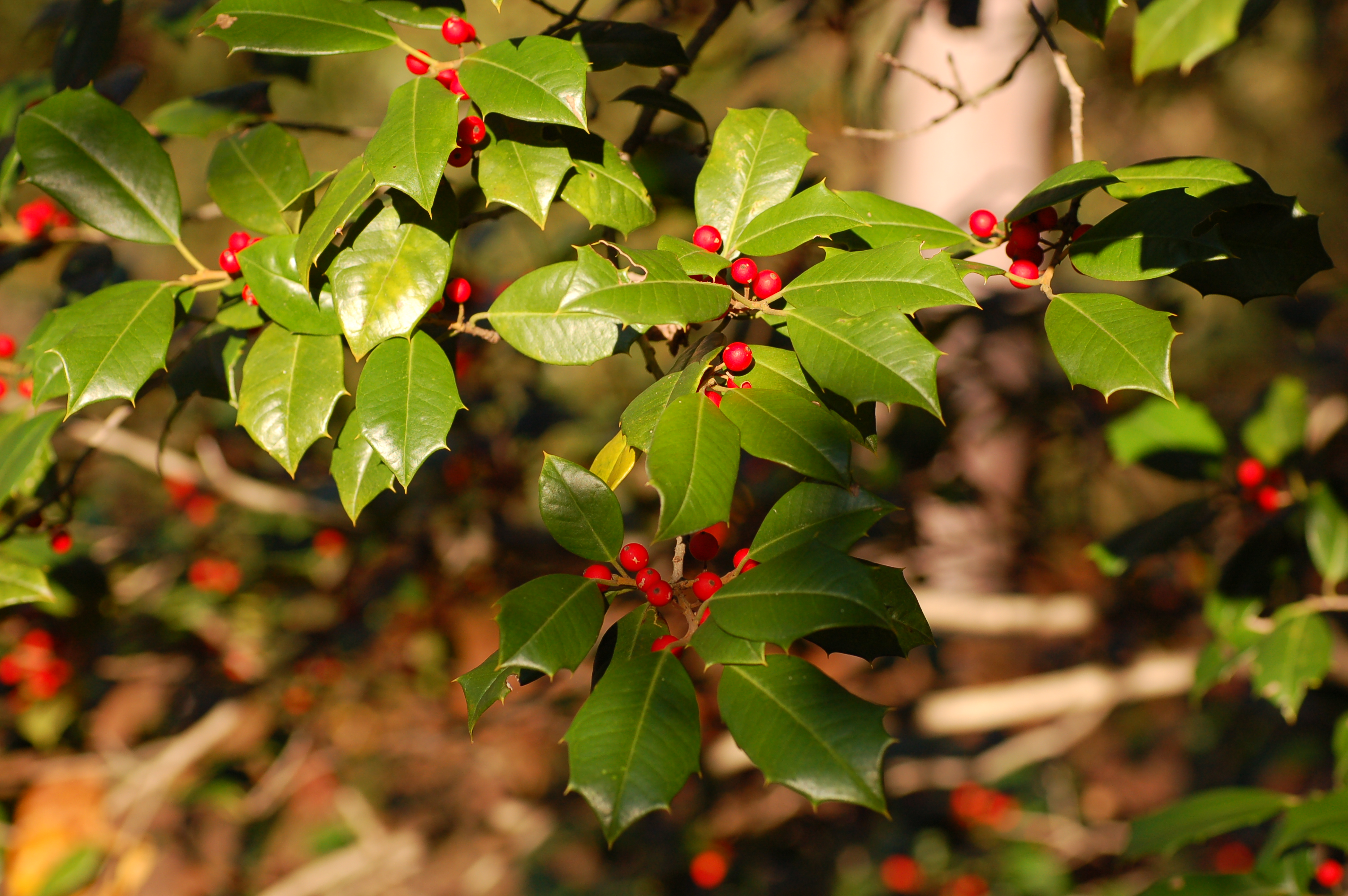
Větévky s plody

## Využití
Cesmína temná je poměrně zřídka pěstovaný stálezelený keř podobný cesmíně ostrolisté, od níž se liší především matnými listy. Bylo vyšlechtěno velké množství kultivarů, odlišujících se především barvou, tvarem a velikostí listů a barvou a velikostí plodů. Převážná většina okrasných kultivarů jsou samičí klony. Dosti rozsáhlá sbírka kultivarů je zvláště v Pražské botanické zahradě v Tróji

## Zajímavost
Cesmína temná je státním stromem amerického státu Delaware.